# MRFタイヤ
MRFタイヤ（エムアールエフタイヤ）は、インド最大のタイヤメーカー。本社はインドのチェンナイ。

## 概要
1946年にマドラス・ラバー・ファクトリー（Madras Rubber Factory ）の名称でおもちゃのゴム風船製造からスタート。1952年よりタイヤの接地面（トレッド）に使用されるゴムの製造を開始すると高い評判を獲得、インドにおけるタイヤ用ゴムの市場シェアで50%以上を占めるようになった。1961年にアメリカのマンスフィールドタイヤ&ラバーからの技術供与を受ける形でタイヤ自体の製造に進出。1964年からはタイヤの輸出も開始した。
1980年にはアメリカのBFグッドリッチと提携して、スペースシャトル用のタイヤ開発に参加。1985年からは二輪車用のタイヤの製造・販売にも進出し、文字通りインドを代表するタイヤメーカーとなった。
現在はタイヤ製造以外にも玩具メーカー大手の米ハズブロとの合弁企業として「Funskool India」を設立し、インド市場向けに玩具を製造・販売したりもしている。またクリケットの支援にも積極的である。

## モータースポーツ
モータースポーツへの参入は比較的最近で、1997年にF3用のタイヤを開発・供給し始めたのが最初。2001年には同社のタイヤを使用したマシンがアジアパシフィックラリー選手権（APRC）で初勝利を飾る。2004年から2011年にかけては、APRCに三菱・ランサーエボリューションで参戦する田口勝彦を支援していた。
2010年からは「MRF Challenge」の名称でジュニア・フォーミュラのワンメイクレースシリーズを発足させた。英国のバンデーメン製のシャーシにフォード1.6Lエンジンを搭載。ドライサンプ化されている為に非常に高いコーナリング性能を持つ。2012年からはダラーラ製のシャシーにフォーミュラ・ルノー用エンジンを搭載したマシンを使用することになり、事実上F3レベルの選手権と言われている。